# Đảo Bình Ba
Bình Ba là một đảo nhỏ diện tích trên 3 km² thuộc xã Cam Bình, thành phố Cam Ranh, tỉnh Khánh Hòa, Việt Nam. Đảo nằm trong vịnh Cam Ranh, cách thành phố Nha Trang khoảng 60 km về phía nam, cách cảng Ba Ngòi (Cam Ranh) 15 km về phía đông.
Đảo Bình Ba là một trong Tứ Bình (đảo Bình Hưng, bãi biển Bình Lập, Bình Tiên và đảo Bình Ba - khu du lịch biển còn mang vẻ đẹp hoang sơ ở Khánh Hòa, còn được mệnh danh là Maldives của Việt Nam hay đảo tôm hùm).
Ngư dân địa phương cho rằng "Bình" trong tên gọi có thể là "bình yên" mà cũng có thể là "Bình Định" - là một cách để người dân ghi nhớ tổ tiên từ Bình Định đến đây lập nghiệp giai đoạn khoảng cuối thế kỷ XVII, đầu thế kỷ XVIII. Trên đảo có bốn thôn là Bình Hưng, Bình An, Bình Ba Đông và Bình Ba Tây. Dân số khoảng gần 5.000 người. Dân cư sống tập trung tại cầu cảng kéo dài sang bãi Nồm. Những nơi còn lại thưa dân.
Bình Ba có phong cảnh đẹp và các bãi cát trắng trải dài. Đảo có ba bãi biển đẹp nhất là bãi Chướng (nhiều đá, nước trong), bãi Nồm (cát trắng, nơi dân địa phương hay ra tắm) và bãi Nhà Cũ (có nhiều cầu gai). Tại đây còn rất nhiều di tích chiến tranh có từ trước 1975. Một số địa điểm thu hút khách du lịch là lăng Ngũ Hành và đình làng Bình Ba.